# ASD Novese
Die ASD Novese (offiziell: Associazione Sportiva Dilettantistica Novese, früher US Novese) ist ein 1919 gegründeter italienischer Fußballverein aus der piemontesischen Stadt Novi Ligure.
Der größte Erfolg der Vereinsgeschichte war der Gewinn der Italienischen Meisterschaft im Jahr 1922.

## Geschichte
Novese wurde 1919 gegründet und der schrieb kurz nach seiner Gründung italienische Fußballgeschichte. In der Saison 1921/22 gab es zwei konkurrierende nationale Meisterschaften im italienischen Fußball: die Federazione Italiana Giuoco Calcio (F.I.G.C.) und die abtrünnige Confederazione Calcistica Italiana (C.C.I.). Novese gewann die von der F.I.G.C. ausgetragene Meisterschaft mit einem 2:1-Sieg am 21. Mai 1922 im Entscheidungsspiel gegen die SG Sampierdarenese.
Nach dem Abstieg aus der höchsten Spielklasse im Jahr 1924 schaffte es Novese (das sich zwischenzeitlich aufgelöst und mehrmals neu gegründet hatte) in den folgenden Jahrzehnten nie, in der Serie A und der Serie B mitzuspielen, sondern spielte hauptsächlich in den nationalen und regionalen Amateurligen.

## Ehemalige Spieler
- Luigi Cevenini (1921–1922)
- Aristodemo Santamaria (1920–1922)

## Erfolge

### Nationale Erfolge
- Italienische Meisterschaft

Sieger (1): 1921/22

### Regionale Erfolge
- Promozione

Sieger (2): 1920/21, 1953/54
- Prima Divisione

Sieger (2): 1941/42, 1951/52
- Eccellenza Piemonte-Valle d’Aosta

Sieger (2): 1997/98, 2003/04
- Coppa Italia Dilettanti Piemonte-Valle d’Aosta

Sieger (1): 2006/07
- Supercoppa Piemonte-Valle d’Aosta

Sieger (1): 2003/04